# 珠海市香樟中学
珠海市香樟中学（Zhuhai Xiang Zhang Secondary School）是由珠海恒隆集团兴办的一所民办全寄宿制完全中学。设有33个班，在校学生约1200人，前身为珠海女子中学，是于2011年9月1日正式成立的广东省首个私立女子中学，2021年11月更现名。

## 概况
珠海市香樟中学创办于2011年，前身是珠海女子中学，为建国以来广东省、华南地区珠海市第一所完全女子中学，是中国首个民办完全女子中学。学校占地面积2.5万平方米，建筑面积3.7万平方米。
珠海香樟中学的校园建筑是经典欧式学院风格，线条流畅、雕梁画栋、美轮美奂；珠海香樟中学的办学思想来之于水的特性和灵感。

## 办学宗旨
依据现时女生的思维发展特点，提供符合女生学习成长的教学课程和方式，为女生创造更有针对性的优质教育。通过提高女生综合素质，为其终身发展打下基础。打造一所“特色鲜明、国内一流、国际知名”的女子中学。

## 培养目标
培养知书达礼、秀外慧中的现代女性。
- 基本特征：独立、知性、平和、关怀、美丽
- 独立――学生发展之人格主体的构建
- 知性――学生发展之求知主体的构建
- 平和――学生发展之处事主体的构建
- 关怀――学生发展之道德主体的构建
- 美丽――学生发展之审美主体的构建

## 歷任校長
- 王嘉烨（2011年9月 — 現任）

## 班級
- 高中部：15班
- 初中部：18班

## 接驳交通
珠海公交
- 石竹苑站：22路、33路、56路